# Ældreråd
 Denne artikel omhandler overvejende eller alene danske forhold. Hjælp gerne med at gøre artiklen mere almen.
I hver kommune findes mindst ét ældreråd eller seniorråd, hvis medlemmer vælges ved direkte valg. Ældrerådet rådgiver kommunalbestyrelsen i ældrepolitiske spørgsmål og formidler synspunkter mellem borgerne og kommunalbestyrelsen om lokalpolitiske spørgsmål, der vedrører de ældre. Et ældrerådet består af mindst 5 medlemmer, og hensigten er at det skal medvirke til at øge borgernes medindflydelse på kommunens ældrepolitik.
Ældrerådet skal sikre, at dialogen og samarbejdet mellem de ældre og kommunalbestyrelsen fastholdes og udbygges. Ældre skal have mulighed for at drøfte og følge indholdet og udformningen af kommunens ældrepolitik. De skal beskæftige sig med de områder, som ældrerådet finder interessante og gerne vil prioritere.
Ældrerådet arbejder for alle ældre i kommunen og sikre deres medindflydelse i kommunen. Det skal høres – i god tid – om alle forslag, der forelægges i fagudvalg og kommunalbestyrelser, og som vedrører ældres vilkår. Høringspligten gælder også for afgørelser, som træffes af administrationen. Det kan ikke beskæftige sig med konkrete personsager eller konkrete personalespørgsmål og har ingen myndigheds- eller beslutningskompetence i forhold til generelle og konkrete sager.
Ældrerådet er en selvstændig, kommunal forvaltningsenhed, og er omfattet af reglerne om inhabilitet, tavshedspligt og offentlighed i forvaltningen. En borger med fast bopæl i en kommune, som er fyldt 60 år, kan stemme og er valgbar til ældrerådet. Nogle ældreråd har valgt at kalde sig seniorråd – bortset fra navnet er der ingen forskel på ældreråd og seniorråd. 

## Eksterne kilder og henvisninger
- Lov om Ældreråd Arkiveret 13. maj 2012 hos  Wayback Machine